# فلاش طومسون
فلاش طومسون هو شخصية خيالية في مارفل كومكس،ظهرت لأول مرة في أغسطس 1962.
فلاش طومسون هو نجم كرة قدم في المدرسة الثانوية، الذي يتنمر على زميله في المدرسة الثانوية بيتر باركر، لكنه معجب بشدة بالرجل العنكبوت.
بمرور الوقت، أصبحوا أصدقاء مقربين في الكلية. بعدها فلاش اكتشف لاحقًا أن بيتر هو الرجل العنكبوت. بعد التخرج، انضم إلى جيش الولايات المتحدة، لكنه أصبح مدمن على الكحول. بعد أن فقد ساقيه في الحرب، يتحول Flash Thompson إلى البطل الخارق Agent Venom بعد ارتباطه بـ Venom Symbiote، الذي يتحكم فيه عن طريق المخدرات.